# ترامواي وهران
ترامواي وهران هو قطار المدينة وأحد شبكات النقل العصرية التي تخدم مدينة وهران و ضواحيها و التي تعتبر ثاني أكبر مدن الجزائر، تشغله مؤسسة الفرنكو-جزائرية شركة تسيير خطوط الترامواي (Setram)، يبلغ طوله حاليا  حوالي 19 كم بـ 32 محطة و يربط بين بلديتي وهران والسانية في الضاحية الغربية.
عينت مؤسسة مترو الجزائر مالكة المشروع المجمع الفرنكو-الإسباني ترام نور (Tram Nour) المكونة من شركة إسولكس كورسان للقيام بـالأشغال المدنية والتهيئة، وشركة ألستوم التي صنعت قاطرات الترامواي و توريدها إلى مدينة وهران، وبدأت الأشغال سنة 2008 و التي انتهت سنة 2012. أجريت أول تجربة تقنية يوم 20 فيفري 2012 على مقطع طوله 100 متر.
تم التشغيل الرسمي لترامواي وهران يوم 1 ماي 2013 من قبل وزير النقل الجزائري عمار تو، و تم وضعه في الخدمة العمومية في اليوم الموالي.، و تعتبر ولاية وهران هي ثاني ولاية تحظى بنظام الترامواي الحديث في الجزائر منذ الاستقلال.

## التاريخ

### كرونولوجيا
- 2008 : انطلاق أشغال الهندسة المدنية في مقاطع مسار الترامواي.
- 2011 : جلب أول قاطرة ترامواي على متن سفينة تابعة للمؤسسة الوطنية للنقل البحري «كنان شمال» من ميناء برشلونة.
- 20 فبراير 2012 : إجراء أول تجربة تقنية للترامواي على طول 2.4 كم.
- 2 مارس 2013 : انطلاق التشغيل غير التجاري للترامواي مدة شهرين.
- 1 ماي 2013 : تدشين ترامواي وهران من طرف وزير النقل.
- 2 ماي 2013 : الاستغلال التجاري للترامواي من طرف سكان وهران و ضواحيها.

### 2012
يوم 20 فبراير 2012، تم إجراء أول تجربة تقنية للترامواي في مدينة وهران على طول 100 متر، وذلك بقاطرة واحدة تتشكل من خمس مركبات وبمساعدة مصالح الحماية المدنية، وقد جرت هذه التجربة التقنية بدون ركاب لتجريب القاطرة والمركبات وتجهيزات تقنية أخرى.
يوم 20 أكتوبر 2012، تم إجراء التجربة التقنية للترامواي على طول 2,6 كم، بحضور وزير النقل عمار تو برفقة السلطات المحلية وإطارات مسيرة لـمؤسسة مترو الجزائر وممثلي الصحافة، والتي انطلقت من مستودع سيد معروف حتى مفترق الطرق لـجامعة العلوم والتكنولوجيا محمد بوضياف.
بعد شهر عاد وزير النقل ليشرف على التجارب التقنية الثانية انطلاقا من من ورشات الصيانة على مستوى محطة سيدي معروف بحي الصباح وإلى غاية محطة الدار البيضاء والتي تتميز بمنشأة فنية (نفق أرضي).
8 ديسمبر 2012، شارك مواطنو ولاية وهران في انطلاق التجارب التقنية للترامواي في مرحلتها الثالثة على كامل المسار من ساحة أول نوفمبر إلى غاية المحطة النهائية لسيدي معروف والتي أشرف عليها وزير النقل، وتميزت هذه التجربة التقنية بزيارة إلى ساحة أول نوفمبر رفقة السلطات المحلية حيث اطلع على التهيئة الجديدة للساحة التي أعطتها مظهرا خاصا.

### 2013
يوم 2 مارس 2013، تم الانطلاق التشغيل الأولي (غير تجاري) لترامواي وهران، تحت إشراف وزير النقل السيد عمار تو. حيث تنقّل الوزير رفقة ولاة وهران وكذا ورقلة ومستغانم وسيدي بلعباس وعين تموشنت والمدعوين عبر عربة للترامواي على كامل، الخط الذي يمتد على مسافة نحو 7ر18 كلم. ودامت فترة التشغيل غير التجاري شهرين قبل أن يشرع في الإستغلال التجاري انطلاقا من الفاتح ماي تزامنا والاحتفالات باليوم العالمي للعمال.
يوم 1 ماي 2013، قام وزير النقل السيد عمار تو بحضور الوالي وممثلي مختلف الشركات الفرنسية والإسبانية والكورية المنجزة لأشغال التراموي بالإضافة إلى قنصل إسبانيا وفرنسا والمغرب بإعطاء الإنطلاقة الفعلية لترامواي وهران بساحة أول نوفمبر بوسط المدينة.

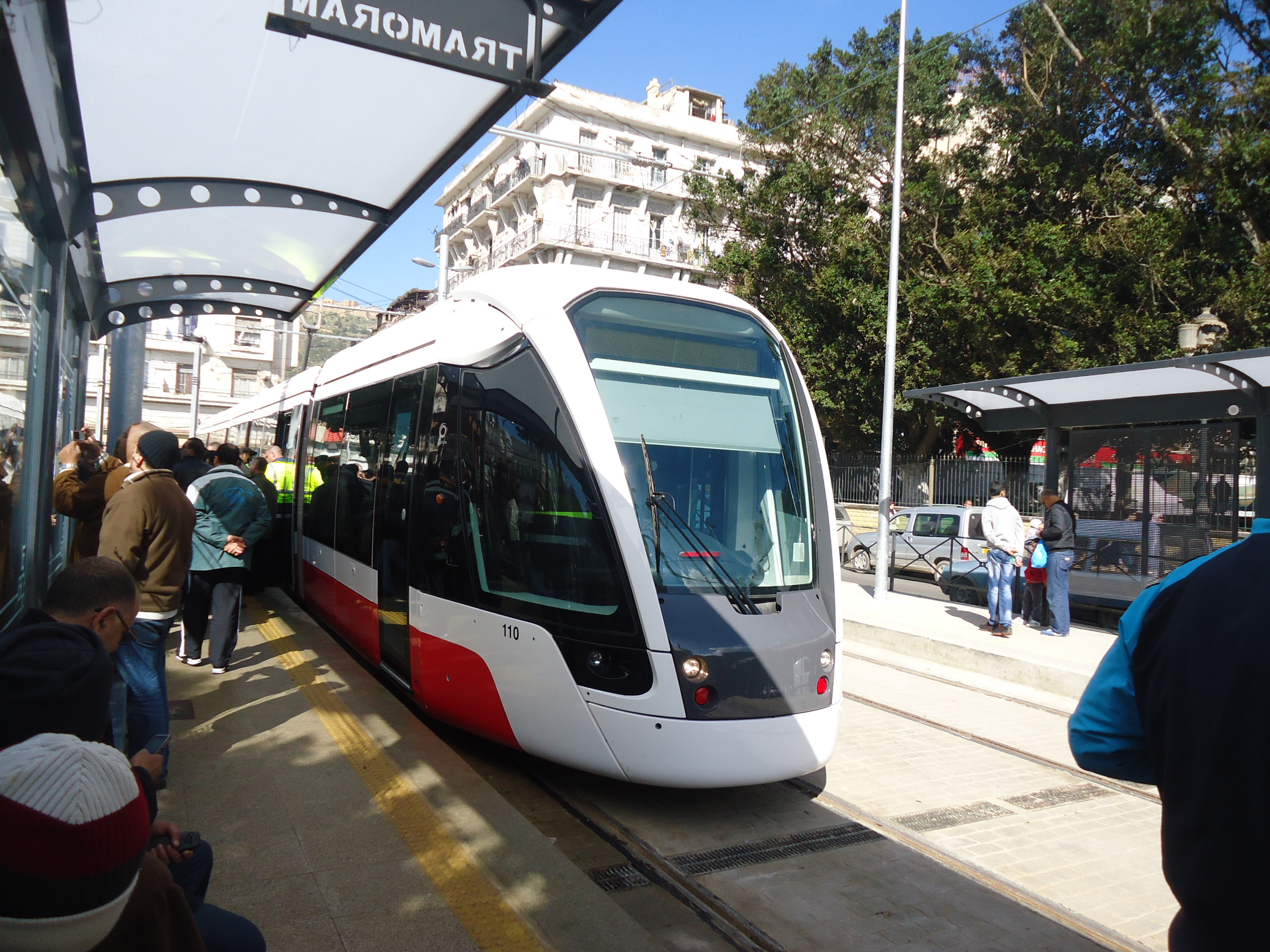

منذ انطلاق ترمواي وهران في خطه الأول تم تسجيل ما لا يقل عن 40.000 راكب يوميا على متن 12 عربة فقط من 30. يوم 9 جوان 2013 تم رفع عدد العربات الشغالة من 9 عربات إلى 14 بعد إضافة 5 عربات جديدة لتتقلص فترة الرحلات وبالتالي تجنّب انتظار الزبائن عبر مختلف المحطات مطوّلا. وبمناسبة شهر رمضان تم إحداث تغيير في توقيت سير ترامواي وهران ليمتد من السابعة صباحا إلى الواحدة ليلا.
بعد مرور 6 أشهر منذ دخوله الخدمة، أضحى ترامواي وهران وسيلة نقل هامة لسكان وهران وضواحيها نظرا لمزاياه العديدة مقارنة بوسائل النقل الأخرى التقليدية كـالحافلات وسيارات الأجرة، حيث تم إحصاء 4.128.000 راكب استغلوا الترام من دخوله الخدمة وأنه يتم يوميا بيع 21.120 تذكرة للمسافرين إضافة إلى 2880 تذكرة داخل الترام.
في انتظار الشروع في تمديد مسار الترامواي خلال الثلاثي الأول سنة 2014 إلى غاية بلقايد بالجهة الشرقية من الولاية التي أضحت تعرف توسعا عمرانيا بالإضافة للقطب الجامعي الموجود والتمديد نحو مطار وهران الدولي والآخر نحو حي بن عربة في الضاحية الغربية ليصبح طول مساره 52.7 كم.
.

## الشبكة الحالية

### الخطوط

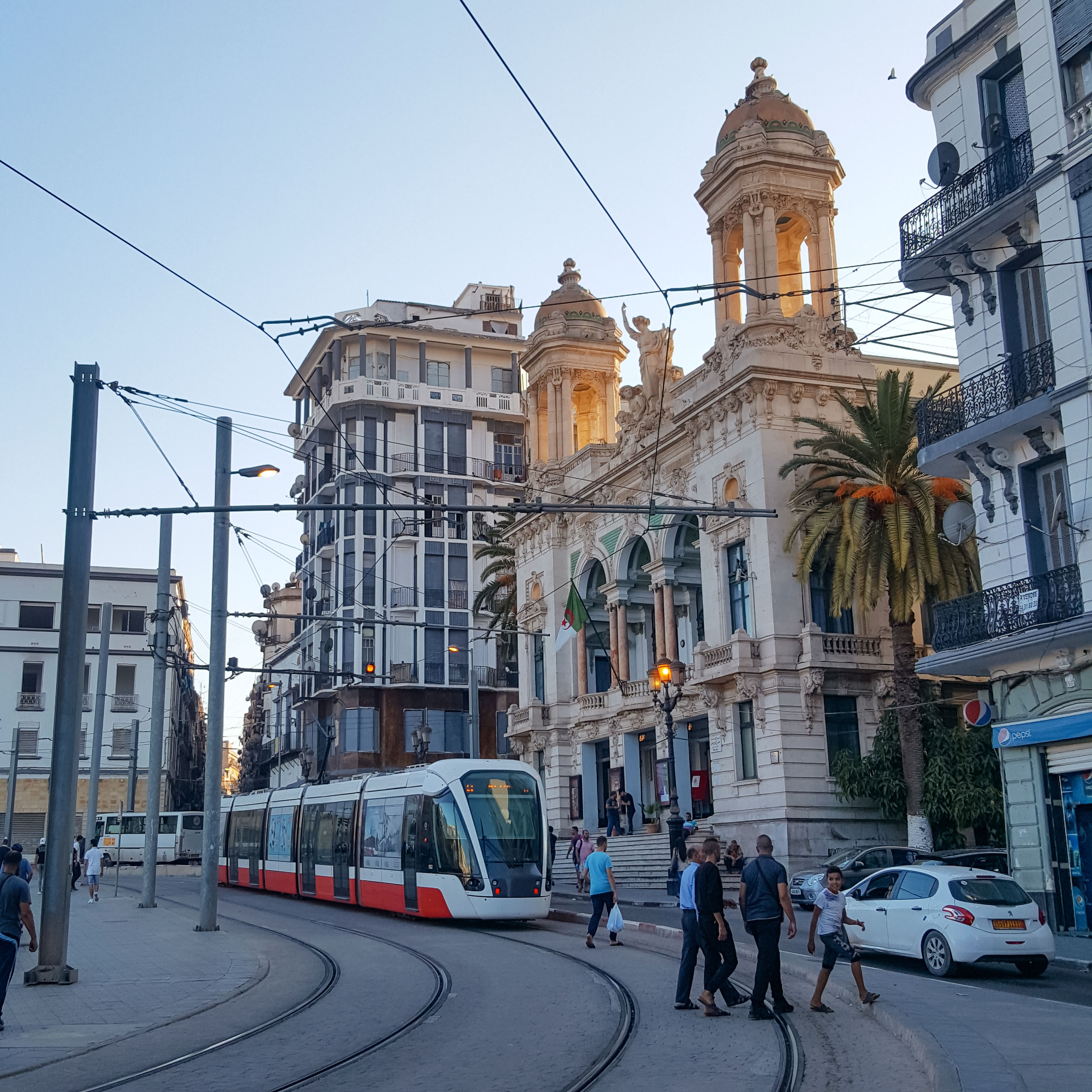
التراموي يتخطى مساره بساحة 1 نوفمبر بوسط المدينة.

يوجد خط وحيد للترامواي مفعل يربط بين أحياء مدينة وهران وبلدياتها والذي يربط بين ساحة أول نوفمبر (وسط المدينة) ببلدية سيدي معروف في الضاحية الشرقية وببلدية السانية في الضاحية الجنوبية بمسافة تقدر بـ18.7 كم بـ32 محطة. ويمتلك الترامواي مستودعين لإيواء العربات وصيانتها المركزي في حي سيدي معروف والثانوي في السانية.
| الخط | المسار               | تحديد الخدمة | الطول (كم) | عدد المحطات | القاطرة     | عدد القاطرات |
| ---- | -------------------- | ------------ | ---------- | ----------- | ----------- | ------------ |
| 1    | السانية ↔ سيدي معروف | 2013         | 18٫7       | 32          | سيتاديس 302 | 30           |

### الخط 1
الخط 1 للترامواي تسيّره شركة تسيير خطوط الترامواي (Setram) يربط بين مستودع سيدي معروف ببلدية بئر الجير (المخرج الشرقي لمدينة وهران) وجامعة السانية ببلدية السانية بالضاحية الجنوبية لمدينة وهران بمسافة تقدر بـ18.7 كم بـ32 محطة وتضم 4 أقطاب للتبادل. تم تشغيله سنة 2013 بعد غياب دام 50 سنة.

### المحطات
يتم سرد المحطات من الضاحية الغربية إلى الضاحية الشرقية:

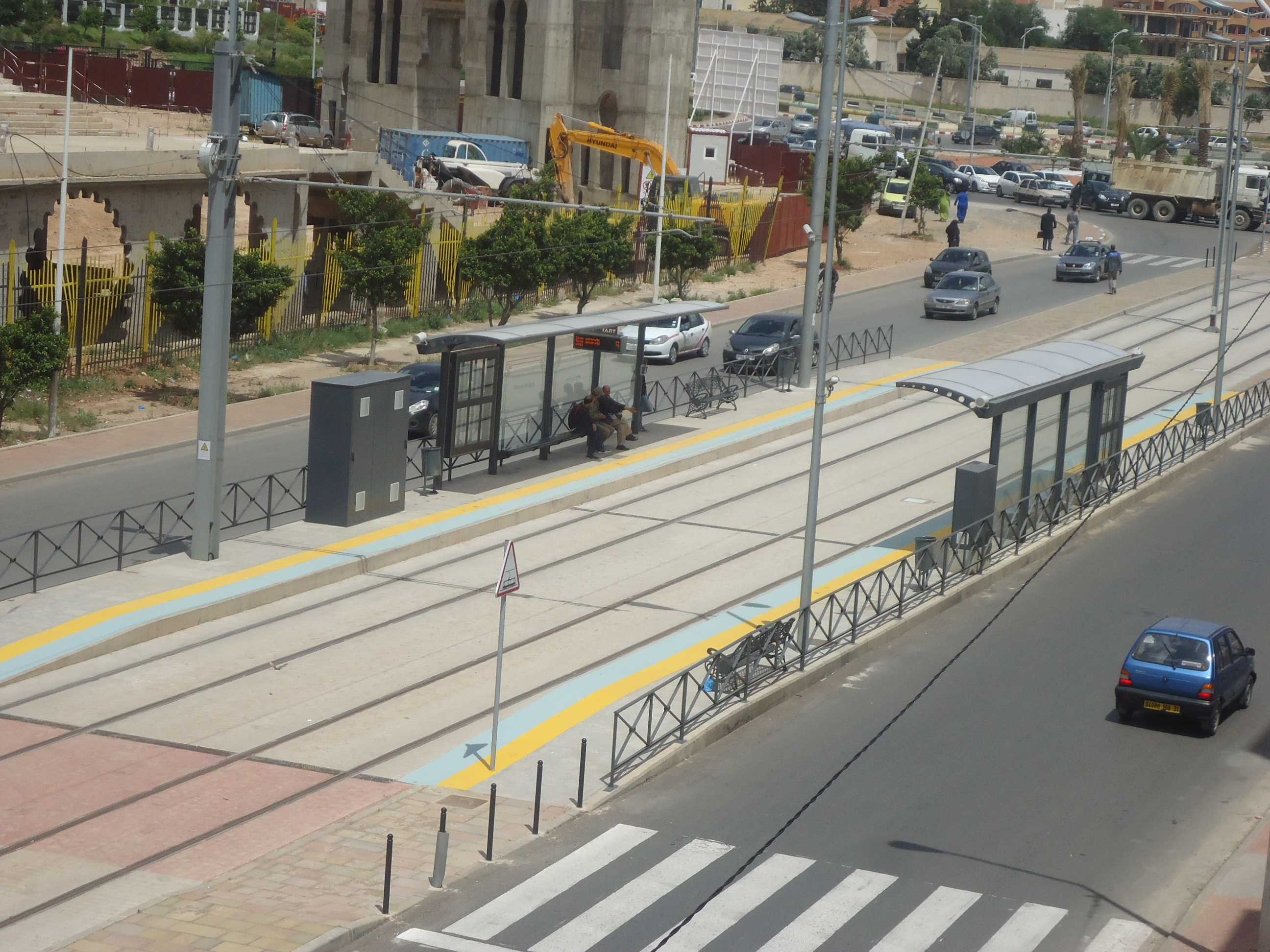
محطة جامع ابن باديس.

|  |   |  | المحطات                       | البلديات        | المنطقة | شبكات ذات صلة  |  |
|  | - |  | ----------------------------- | --------------- | ------- | -------------- |  |
|  | ● |  | السانيا نهاية الخط            | بلدية السانية   |         | U              |  |
|  | ● |  | السانيا جنوب                  | بلدية السانية   |         | U              |  |
|  | ● |  | السانيا وسط                   | بلدية السانية   |         | U              |  |
|  | ● |  | مولاي عبد القادر              | بلدية السانية   |         | U 34           |  |
|  | ● |  | جامعة الدكتور طالب            | بلدية وهران     |         | U 34           |  |
|  | ● |  | الحي الجامعي المتطوع          | بلدية وهران     |         | U 34 H         |  |
|  | ● |  | ثانوية النخيل                 | بلدية وهران     |         | U 34           |  |
|  | ● |  | حديقة العثمانية               | بلدية وهران     |         | U 34           |  |
|  | ● |  | الحي الجامعي البدر            | بلدية وهران     |         | U 34 B         |  |
|  | ● |  | نهج جيش التحرير الوطني        | بلدية وهران     |         | U 34           |  |
|  | ● |  | قصر الرياضات                  | بلدية وهران     |         | U 34           |  |
|  | ● |  | دار الحياة                    | بلدية وهران     |         | U 34 39 51     |  |
|  | ● |  | المدينة الجديدة               | بلدية وهران     |         | U 34           |  |
|  | ● |  | حوحة تلمسان                   | بلدية وهران     |         | U 34 37        |  |
|  | ● |  | ساحة المقراني                 | بلدية وهران     |         | U 34 37 101 11 |  |
|  | ● |  | ساحة أول نوفمبر               | بلدية وهران     |         | 11 37          |  |
|  | ● |  | الأمير عبد القادر             | بلدية وهران     |         |                |  |
|  | ● |  | محطة السكة الحديدية           | بلدية وهران     |         | (محطة وهران)   |  |
|  | ● |  | نهج العقيد أحمد بن عبد الرزاق | بلدية وهران     |         | 22 51          |  |
|  | ● |  | الإخوة مولاي                  | بلدية وهران     |         |                |  |
|  | ● |  | معلم بن طيب                   | بلدية وهران     |         |                |  |
|  | ● |  | حي كاستور                     | بلدية وهران     |         | 22 02 4G B     |  |
|  | ● |  | جامع ابن باديس                | بلدية وهران     |         | 02 4G          |  |
|  | ● |  | قصر العدالة                   | بلدية وهران     |         | 51 4G 11       |  |
|  | ● |  | ثلاثة عيادات                  | بلدية وهران     |         | 51 4G 11       |  |
|  | ● |  | حي إيسطو                      | بلدية وهران     |         | 51 11          |  |
|  | ● |  | المستشفى الجامعي أول نوفمبر   | بلدية وهران     |         | 51 11          |  |
|  | ● |  | جامعة إيسطو                   | بلدية وهران     |         | 51 11 H        |  |
|  | ● |  | نهج المشتلة                   | بلدية وهران     |         | 11 H           |  |
|  | ● |  | حي الياسمين                   | بلدية بئر الجير |         | 11 H           |  |
|  | ● |  | حي الصباح                     | بلدية بئر الجير |         | 11 H 02        |  |
|  | ● |  | محطة سيدي معروف               | بلدية بئر الجير |         |                |  |

## الإستغلال

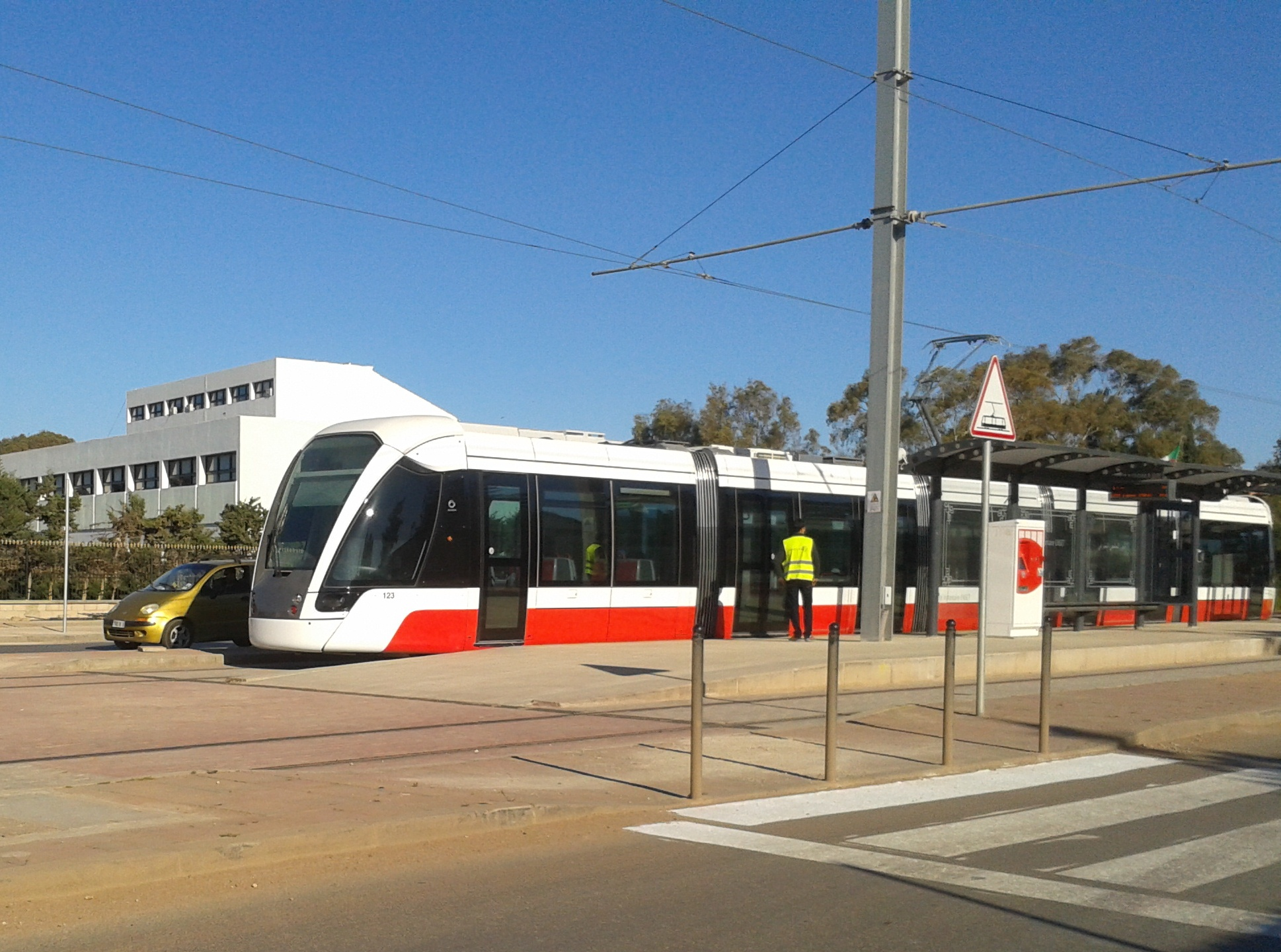
عند محطة المدرسة الوطنية المتعددة التقنيات - وهران

ترامواي وهران يبدأ في الخدمة من الساعة 5:00 صباحا حتى 11:00 مساء، حاليا تصل وتيرة عبور عربات الترامواي بـ8 دقائق بين كل عربة خلال ساعات الذروة (9:00 حتى 21:00)، بعدما كانت بأكثر من 17 دقيقة، بينما تتجاوز مدة الانتظار خلال ساعات خارج الذروة 10 دقيقة.
السرعة التجارية المتوقعة في نهاية المطاف هي 18 كم/سا، بعد فترة انتقالية مدتها ثمانية عشر شهرا تراوحت بين 15 و20 كم/سا. تقدر المدة الزمنية للرحلة عبر هذا الخط 47 دقيقة ، وتعطي لافتات الطرق عند مفترق طرق الأولوية للترامواي مما يشجع على تقدمها (وهو علاوة على ذلك رادع لسائقي السيارات، وهو خيار كان واضحا منذ بداية المشروع).
أول انطلاق من سيدي معروف على الساعة 05 سا، أما من السانية على الساعة 05 سا. آخر قاطرة تغادر محطة سيدي معروف على الساعة 21 سا، و 44 د وآخر قاطرة تغادر محطة السانية على الساعة 21 سا، و 44 د، بينما يؤخر عمله إلى غاية 1 صباحا، بداية من دخول موسم الاصطياف وفترة الأعياد وطيلة أيام شهر رمضان الفضيل.
24 ماي 2012، أعلنت مجموعة الهيئة المستقلة للنقل الباريسي (RATP) أنها حصلت على عقد تشغيل وصيانة جميع مشاريع الترام في الجزائر، بما في ذلك ترامواي الجزائر، من خلال مشروع مشترك يديرها الشركة الفرنسية أر أ تي بي ديف (RATP Dev)، حيث تم إطلاق شركة تسيير خطوط الترامواي (سيترام) بحيث يساهم الشريك الفرنسي بنسبة 49٪، أما الـ51 بالمائة المتبقية فتوزع بين مؤسسة النقل الحضري وشبه الحضري لمدينة الجزائر بنسبة 36 %، ومؤسسة مترو الجزائر بنسبة 15 %.
وكان التوزيع بين الشركاء الجزائريين قد حدد بـ30 بالمائة بالنسبة لـمؤسسة ميترو الجزائر و21 بالنسبة لمؤسسة النقل الحضري وشبه الحضري للجزائر قبل أن يتم مراجعته بطلب من مسؤولي هذه الأخيرة. بداية من 1 أكتوبر 2012، التحالف المشترك هو المسؤول عن الإستغلال وصيانة شبكات الترامواي في الجزائر.

### قاطرات الترامواي
- العدد الإجمالي: 32 قاطرة.

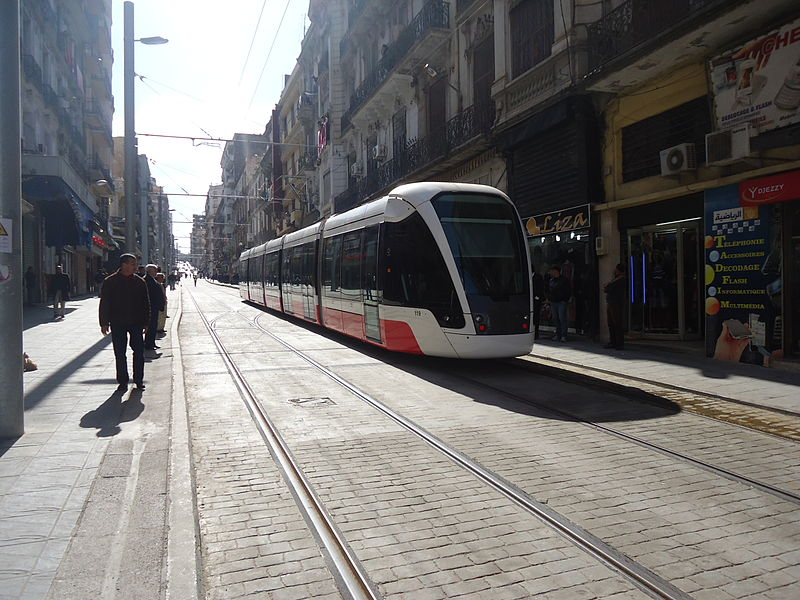
قاطرة ترامواي من نوع سيتاديس 302 منطلق في الخط 1.

- العدد الإجمالي في الخدمة: 30 قاطرة.
- الخطوط المعنية:

| الخط | الشطر       | مدة البناء    | عدد القاطرات | الترقيم | ملاحظات |
| ---- | ----------- | ------------- | ------------ | ------- | ------- |
| 1    | الشطر الأول | 2008 حتى 2012 | 30           | ...     | ...     |

الوصف:
تم عقد اتفاق بين مؤسسة مترو الجزائر وشركة ألستوم الفرنسية بشأن توريد 30 ترامواي من صنف سيتاديس 302 الحديثة لتثبيتها في شوارع مدينة وهران، وتم جلب أول قاطرة سنة 2011 على متن سفينة تابعة للمؤسسة الوطنية للنقل البحري «كنان شمال» من ميناء برشلونة بعد تصنيعها وتجمعيها في مصنع أيتري بمدينة لاروشيل الفرنسية بالساحل الغربي لـفرنسا. قامت وكالة أر سي بي العالمية (RCP Design Global) شريك مؤسسة ألستوم في مشاريع الترامواي في الجزائر، بتصميم الديكور الداخلي ونوع القماش المخصص للمقاعد وكذلك للغطاء الخارجي الذي يتميز باللون الأبيض والأحمر.
قاطرات ترامواي وهران مجهزة بأرضية منخفضة مما يجعلها في متناول الناس من ذوي الاحتياجات الخاصة، والمكيفات ونظام الدوائر التلفزيونية المغلقة. يقدر طوله بـ35 م وعرض 2.65 م وتتألف من خمس وحدات وثنائية الاتجاه، ذات قدرة لحمل 310 شخص بـ48 مقعد. الأجهزة الدافعة قادرة على دفع قاطرات الترامواي بسرعة قصوى تقدر بـ70 كم/سا. يتم إنتاج القوة الدافعة للترامواي من طرف 4 محركات متزامنة الإنتاج بـ120 كيلو واط المزود بـ750 فولت من قبل السلسال عبر أداة المنساخ.

### محطة التحكم المركزي (المستودع)
يوجد مستودعين للترامواي مدينة وهران، الرئيسي موجود بسيدي معروف ببلدية سيدي الشحمي وتبلغ مساحته 70.000 م² والثانوي الموجود ببلدية السانية والتي تبلغ مساحته 11.750 م². ويخزنان معا ثلاثين عربة ترامواي، وكذلك هو مركز خدمة بحيث يقوم بإدارة الطاقة وحركة العربات والمحطات، وتوفره على وسائل تكنولوجية للتواصل مع السائقين والتفاعل مع الركاب والمراقبة عبر نظام الكاميرات. يتضمن المستودع الرئيسي بسيدي معروف من المقرات التالية:
- المباني الإدارية.
- وحدة التحكم المركزية والمتابعة عن بعد.
- منطقة تغسيل عربات الترامواي.
- منطقة إصلاح وصيانة العربات.
- مرأب للعربات خارج الخدمة.
- موقف السيارات.

### التسعير والتمويل
التسعير
تسعيرة تذكرة ترامواي وهران محددة بـ40 دج، أما سعر الاشتراك بعشر تذاكر يقدر بـ32 دج للتذكرة الواحدة (320 دج في المجموع).
الاشتراك الشهري تواصل مع شعار «سافر أكثر، أنفق أقل» يسمح لك بالسفر غير المحدود لمدة 30 يوما متتالية على طول خط الترامواي مع الاستفادة من أسعار منخفضة:
- اشتراك تواصل كلاسيك: 1500 د، ج
- اشتراك تواصل جونيور: 990 د، ج (-34%) لمن سنه يقل عن 25 سنة.
- اشتراك تواصل سينيور: 830 د، ج (-45%) لمن سنه يفوق 60 سنة.
- اشتراك تواصل الجامعي: 600 د ج/شهري و 6000 د، ج/سنوي لمن سنه لا يفوق 28 سنة وطالب جامعي.
- اشتراك تواصل المدرسي: 300 د ج/شهري و 3000 د، ج/سنوي لتلاميذ الطور الابتدائي، المتوسط أو الثانوي.

التمويل
يتم توفير التمويل لتشغيل الخطوط (صيانة المعدات وتكاليف الموظفين) من قبل مؤسسة سيترام. ومع ذلك فإن أسعار التذاكر والاشتراك لا تغطي التكلفة الفعلية للنقل، ويتم تعويض هذا النقص من طرف صندوق دعم النقل العمومي الذي أسسته الحكومة الجزائرية في قانون المالية التكميلي لسنة 2008 بفرض ضرائب على السيارات والحافلات والشاحنات الجديدة واقتطاع 1% من رقم أعمال الوكلاء المعتمدين للسيارات لتوفير الموارد الضرورية لتمويل الصندوق.

### حركة المرور (عدد الركاب)
سجل ترامواي وهران عدد ركاب يفوق 4.128.000 مسافر منذ تشغيله شهر ماي إلى غاية نهاية أكتوبر 2013، مع متوسط يزيد عن 20.000 تذكرة في اليوم، وقطعت عربات هذه الوسيلة للنقل التي تسير بسرعة تجارية تقدر بـ16.2 كلم في الساعة أكثر من 482.660 كم بتوظيف 18 قاطرة من 30 الموجودة بمستودع سيدي معروف.

## أصحاب المشروع
- السلطة المتعاقدة (المالك): وزارة النقل الجزائرية.
- ممثل المالك:
- المسير:
- المجمعات الصناعية الأجنبية:،

## التمديدات

### التمديد نحو بلقايد (الضاحية الشرقية)
برمج التمديد الأول للترامواي في الجهة الشرقية للمدينة على طول 8.2 كم وبـ 24 محطة في اتجاه منطقة بلقايد الواقعة بالقرب من القطب الجامعي الجديد مرورا ببلدية بئر الجير التي ستصبح سنة 2015 الأعلى كثافة في ولاية وهران (270.000 ساكن) والذي سيربطها ببلديتي وهران والسانية، وقد أوكل مشروع التمديد مؤقتا إلى مكاتب الدراسات «دوهوا» و«شينوو/ييهيونغ تيليكوم» من كوريا الجنوبية والمكتب الجزائري «بيتور». ويشمل هذا التمديد كل من القطب الجماعي الجديد لبلقايد والمركب الرياضي الجديد.

### التمديد نحو المطار (الضاحية الجنوبية)
برمج التمديد الثاني للترامواي في الجهة الجنوبية للمدينة على طول 4.8 كم وثلاث محطات في اتجاه مطار وهران الدولي أحمد بن بلة ببلدية السانية لربط كل من بلديتي بئر الجير ووهران بالمطار. وقد أوكل مشروع التمديد مؤقتا إلى مكاتب الدراسات «دوهوا» و«شينوو/ييهيونغ تيليكوم» من كوريا الجنوبية والمكتب الجزائري «بيتور».

### التمديد نحو حي بن عربة (الضاحية الغربية)
برمج التمديد الثالث للترامواي في الجهة الغربية للمدينة على طول 6.6 كم بـ 12 محطة في اتجاه حي بن عربة الكفيل بنقل 7556 راكب في الساعة للاتجاهين، وقد أوكل مشروع التمديد إلى مكتب الدراسات الكوري الجنوبي «دوهوا».

### مقالات ذات صلة
- ترامواي الجزائر العاصمة
- ترامواي قسنطينة
- مترو الجزائر